# Honda Insight
Honda Insight – seria samochodów osobowych o napędzie hybrydowym produkowanych przez japoński koncern motoryzacyjny Honda Motor Company w formie trzech odmiennych koncepcji - jako miejski hatchback w latach 1999 – 2006, jako dwubryłowy kompaktowy liftback w latach 2009 – 2014 oraz jako klasyczny kompaktowy sedan w latach 2018 – 2022.

## Pierwsza generacja
Pierwsze wcielenie Hondy Insight zostało po raz pierwszy zaprezentowane podczas targów motoryzacyjnych w Tokio w 1999 roku dwa lata po debiucie swojego największego konkurenta Toyoty Prius oraz wersji koncepcyjnej Hondy J-VX.

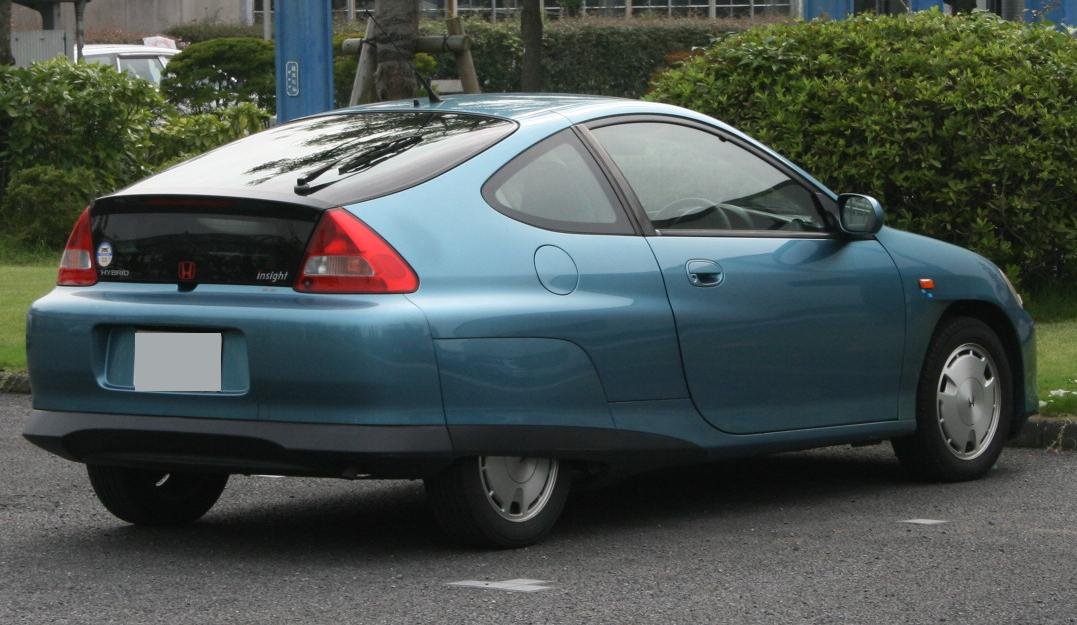
Tył Hondy Insight I

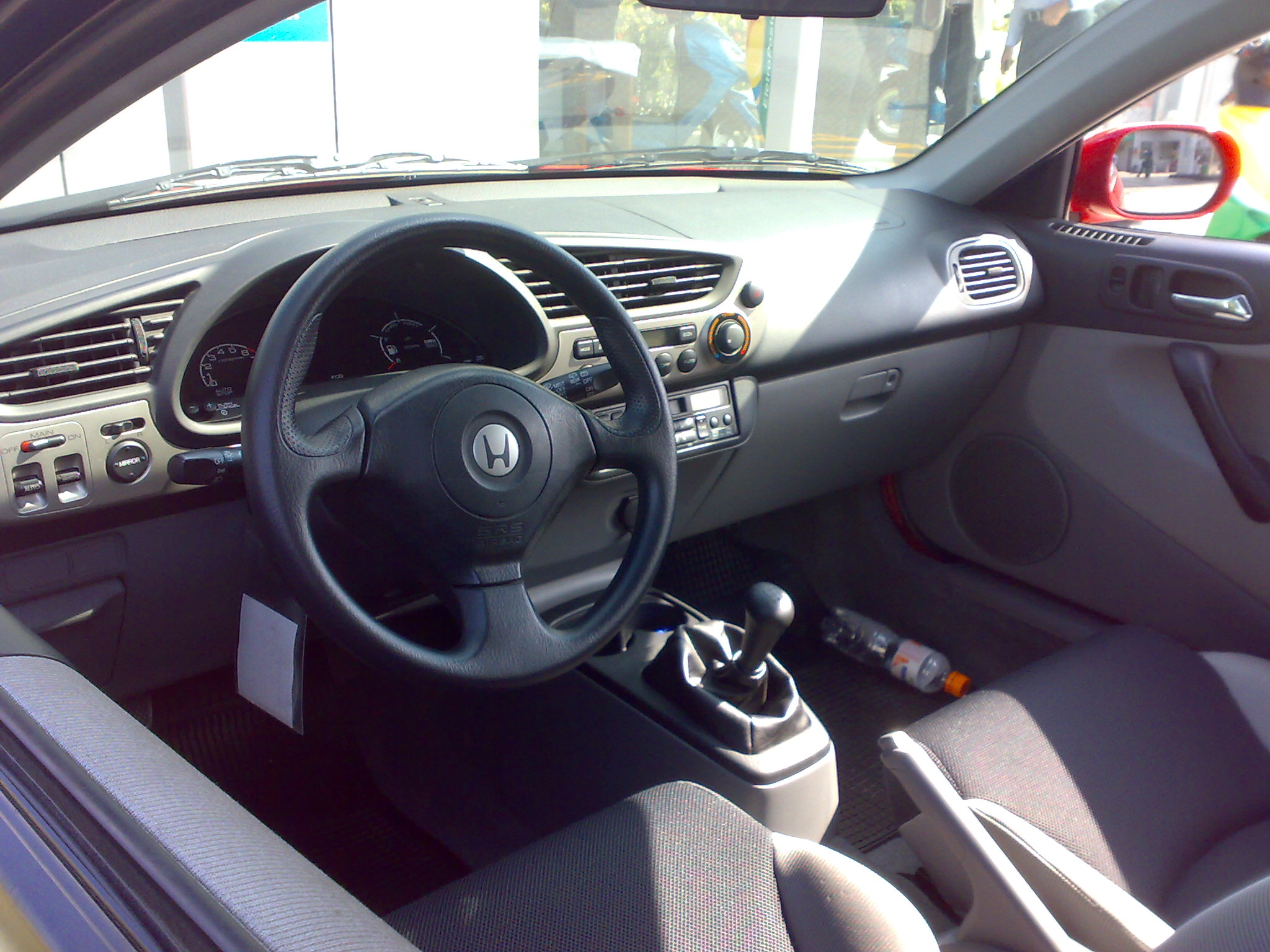
Wnętrze Hondy Insight I

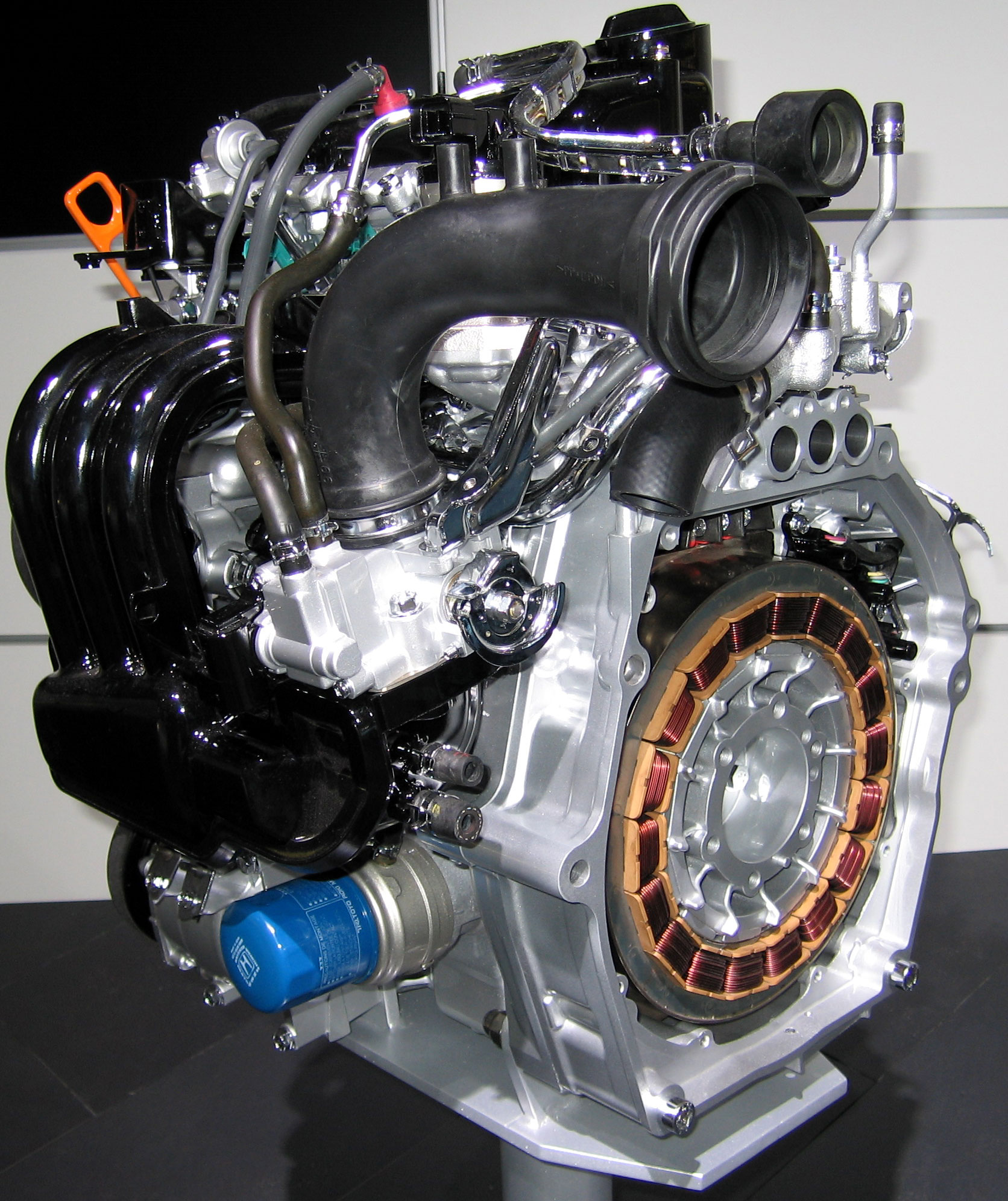
Silnik IMA wykorzystywany w Insight I

Auto sprzedawane było wyłącznie na rynku amerykańskim, japońskim oraz kanadyjskim.
Nowy model wyróżniał się bardzo nowoczesną i awangardową stylizacją. Z jednego litra pojemności silnika osiągnięto moc 68 KM przy 5700 obr./min. (maksymalny moment obrotowy 90 Nm przy 4800 obr./min.). Silnik wyposażony został w system zmiennych faz rozrządu, tłoki o niskim tarciu, plastikowy kolektor ssący oraz magnezową miskę olejową. Łączna waga jednostki napędowej wynosi 56 kg. Połączenie silnika benzynowego z elektrycznym daje moc 76 KM. Pojazd nie wymaga ładowania z zewnątrz. Lekkie, umieszczone z tyłu pojazdu akumulatory Ni-MH ładują się w momencie hamowania silnikiem oraz poruszania się pojazdu ze stałą prędkością. Samochód był wyjątkowo aerodynamiczny - współczynnik oporu aerodynamicznego Cx wyniósł 0,25.

## Druga generacja
Honda Insight II została po raz pierwszy zaprezentowana w formie koncepcyjnej w 2008 podczas targów motoryzacyjnych w Paryżu. Seryjna odmiana bardziej podobna do swojego największego konkurenta - Priusa Toyoty - zadebiutowała w 2009 roku podczas targów motoryzacyjnych w Los Angeles.

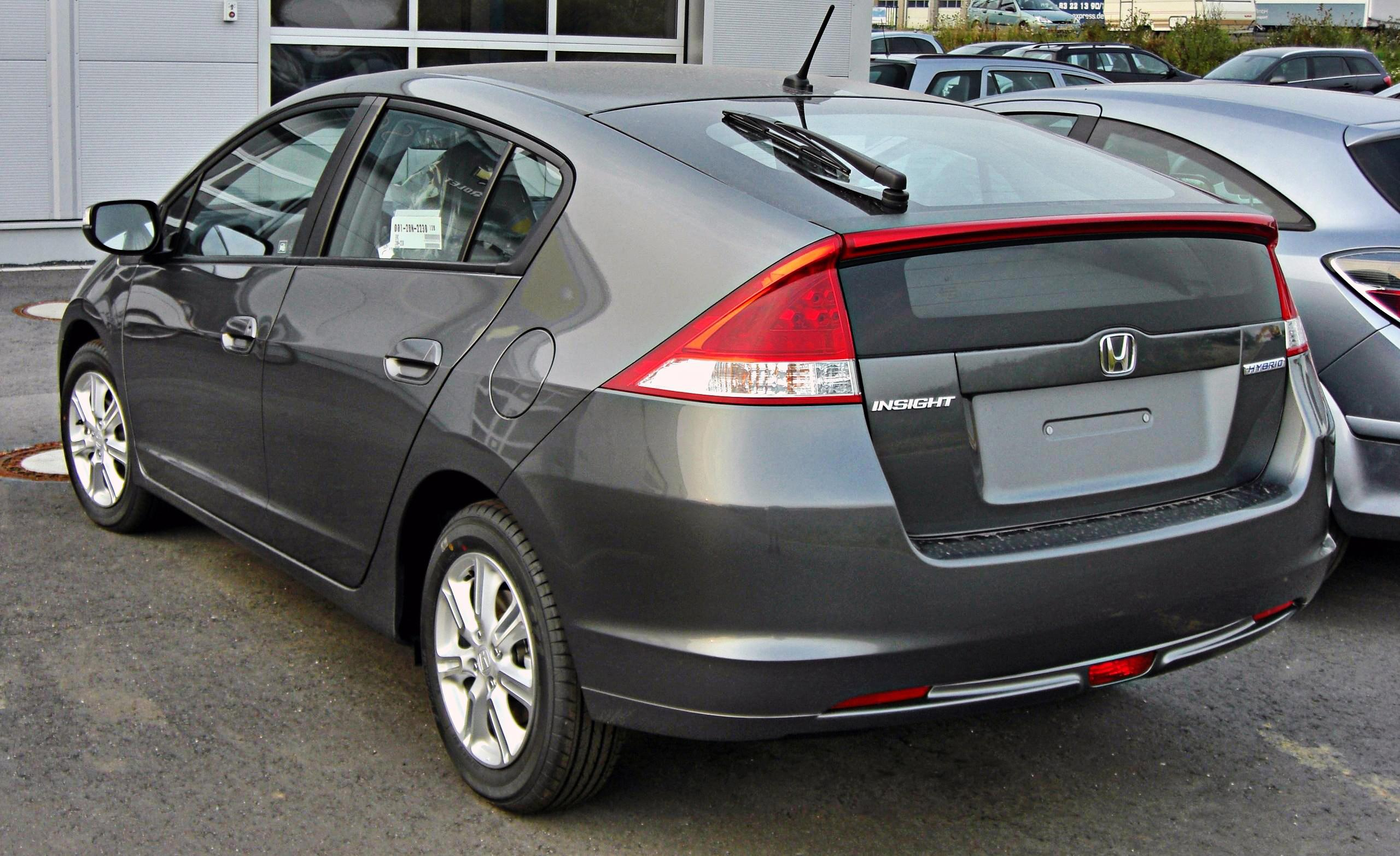
Tył Insight II

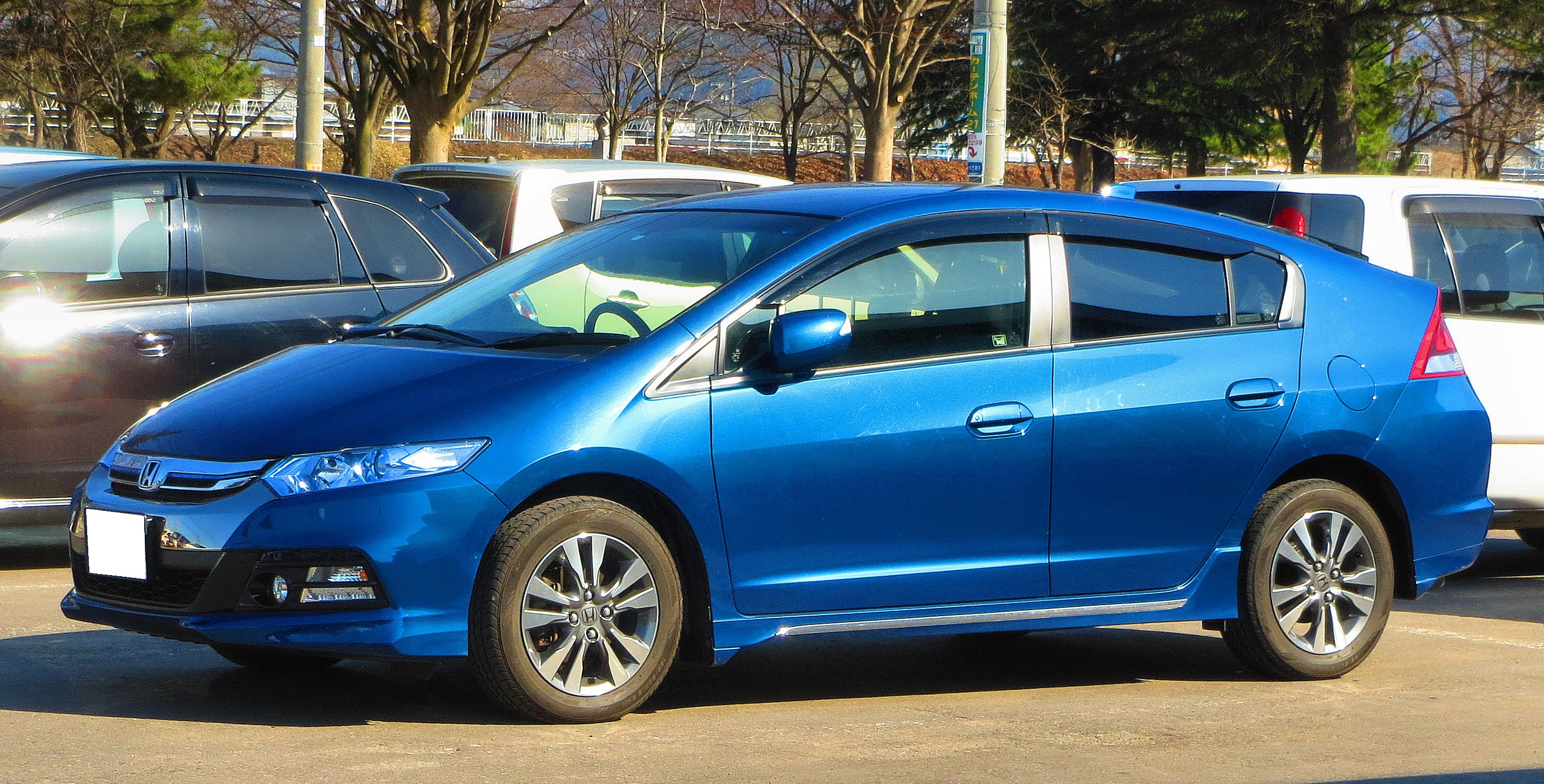
Honda Insight II po liftingu

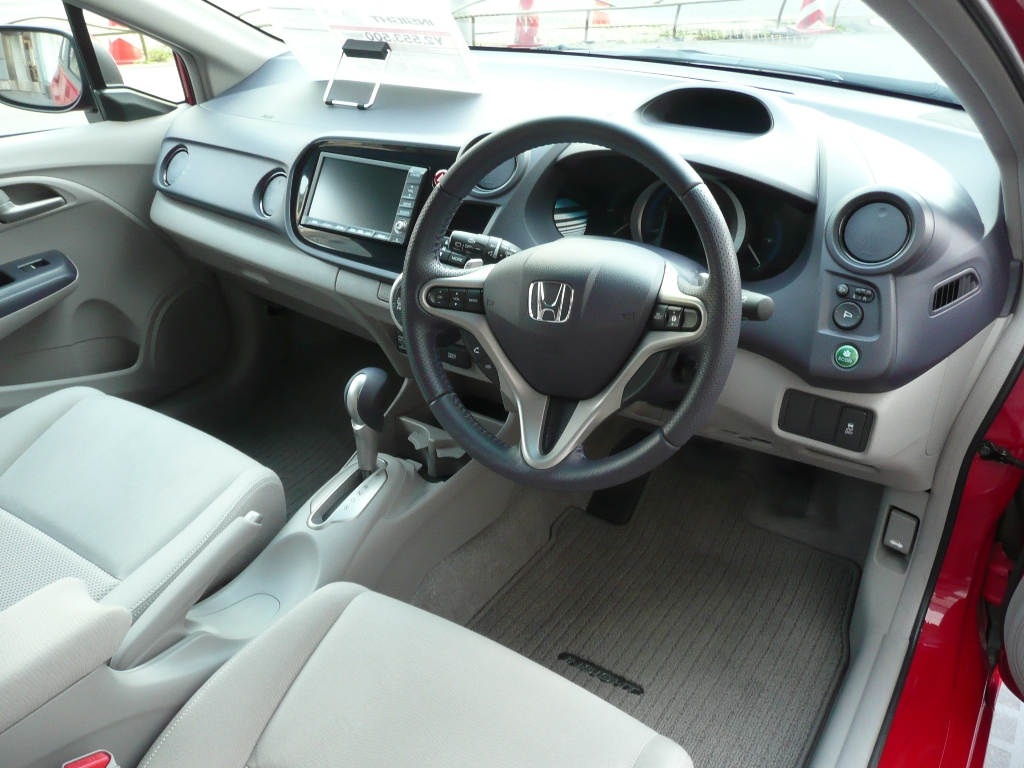
Wnętrze modelu

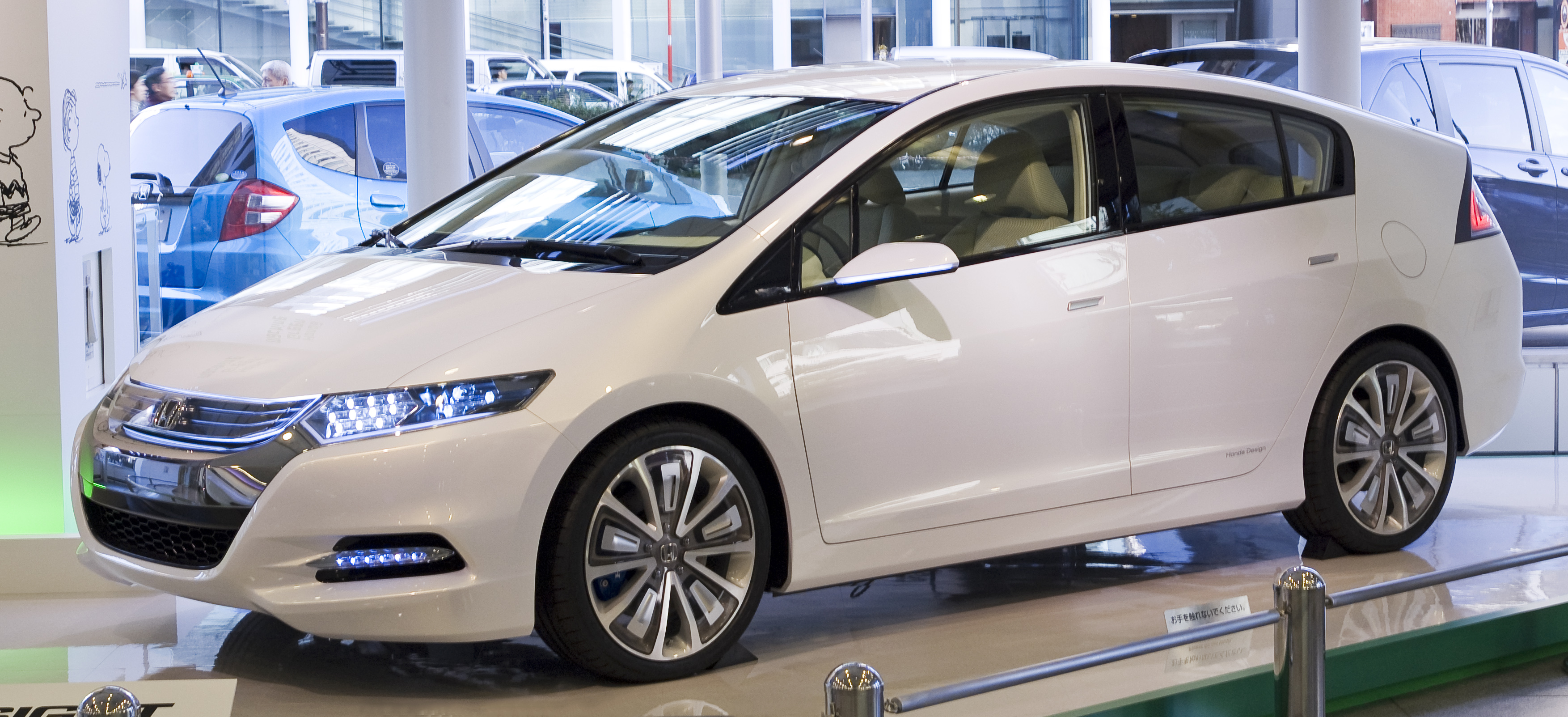
Honda Insight Concept 2008

W 2010 roku auto przeszło drobne modyfikacje przygotowujące je do roku modelowego - 2011. Zmieniono m.in. atrapę chłodnicy, światła przeciwmgłowe i do jazdy dziennej oraz tylny spojler. Przy okazji zmieniono główne elementy zawieszenia.
W 2014 roku ogłoszono decyzję o zakończeniu produkcji pojazdu. Powodem były wyniki sprzedaży o wiele niższe, niż pierwotnie zakładano. Insight drugiej generacji nie okazał się groźnym konkurentem dla lidera segmentu hybrydowych kompaktów, Toyoty Prius.

### Silnik
Samochód wyposażono w silnik benzynowy o pojemności 1339 cm3 i mocy 88 KM (65 kW) wspomagany przez silnik elektryczny o mocy 14 KM (10 kW). Łączna moc pojazdu to 98 KM (72 kW). Spalinowy silnik osiąga moment obrotowy 121 Nm, zaś elektryczny 78,5 Nm. Łączny moment obrotowy wynosi 167 Nm. Prędkość maksymalna pojazdu wynosi 182 km/h. Samochód do atmosfery wydaje 96g/km CO2.
Silnik benzynowy pojazdu wyposażony został w system zmiennych faz rozrządu, dwie świece na jeden cylinder, 8-zaworów oraz przekładnię CVT z siedmioma wirtualnymi biegami, które w droższych wersjach zmieniać można za pomocą łopatek przy kierownicy.

### Wersje wyposażeniowe
- ES
- EX
- S
- Base
- Comfort
- Elegance
- Executive
- Taxi - wersja na rynek niemiecki wyróżniająca się specjalnym lakierem, wspornikami dachowymi oraz tabliczką Taxi, a także zmodyfikowanym wnętrzem
- Mugen

Standardowe wyposażenie pojazdu obejmuje m.in. przednie, boczne oraz kurtynowe poduszki powietrzne (łącznie 6.), aktywne zagłówki, system ABS z ESP i EBD, VSA, klimatyzację automatyczną, elektryczne sterowanie szyb oraz komputer pokładowy z systemem Eco Assist. Opcjonalnie samochód wyposażyć można m.in. w radio, podgrzewane oraz elektrycznie sterowane lusterka, tempomat oraz nawigację satelitarną i skórzaną tapicerkę, podgrzewane fotele przednie, światła przeciwmgłowe, czujnik deszczu oraz zmierzchu i autoalarm.

## Trzecia generacja
Honda Insight III została po raz pierwszy zaprezentowana jako przedprodukcyjne studium w styczniu 2018 roku w Detroit.

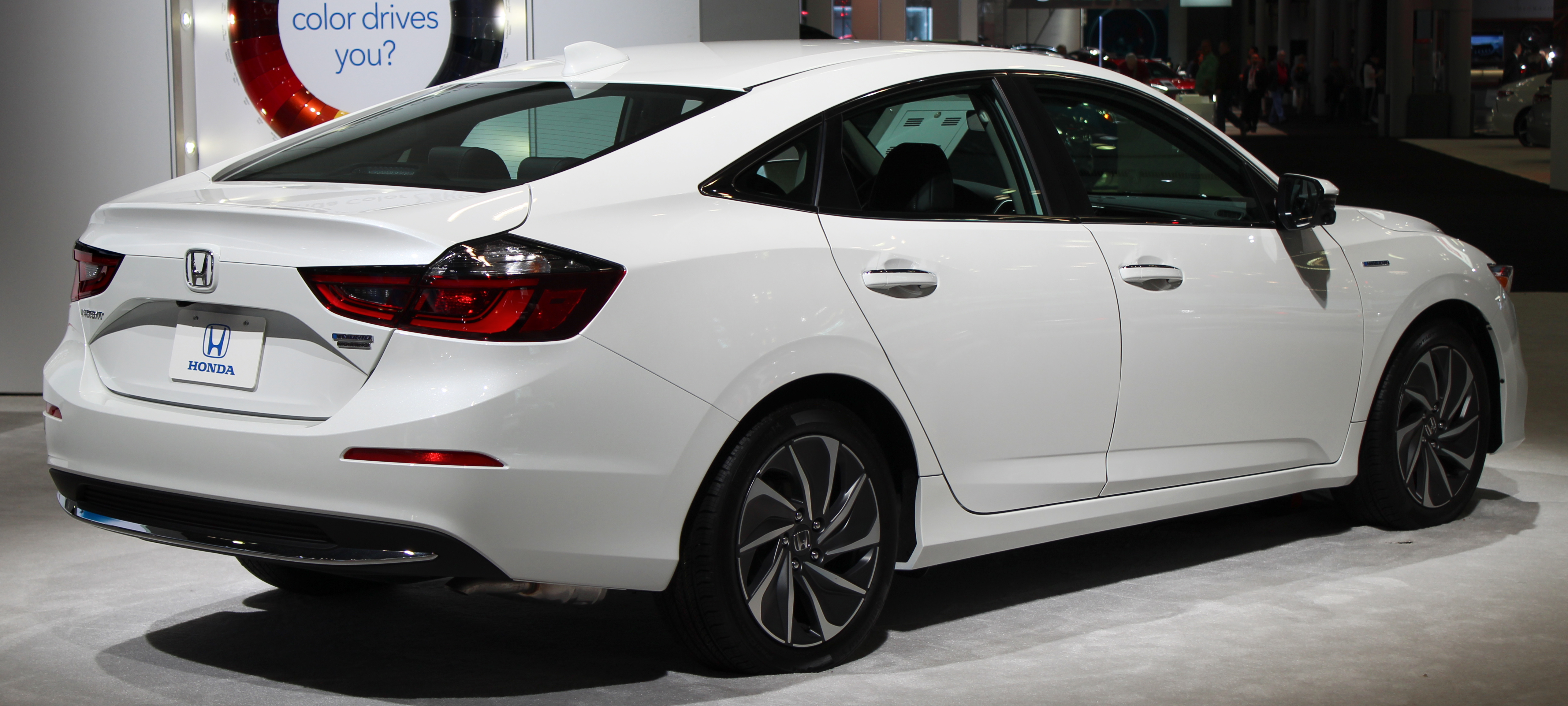
Honda Insight III - tył

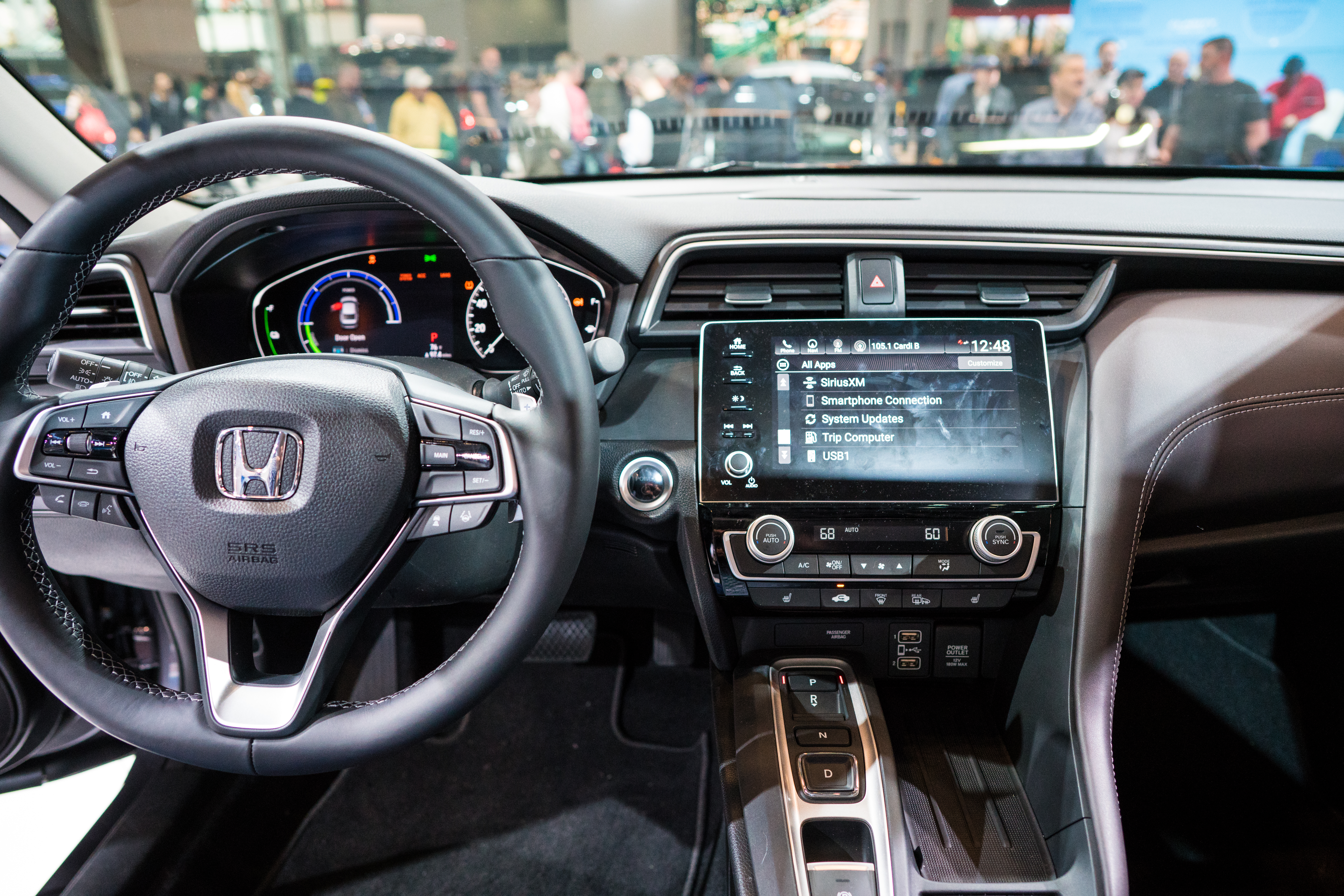
Honda Insight III - wnętrze

Po 4 latach od zakończenia produkcji drugiej generacji pojazdu, Honda niespodziewanie powróciła do nazwy prezentując zupełnie nową, trzecią generację modelu. W stosunku do poprzedników najważniejszą zmianą jest bryła nadwozia. Jest to klasyczny, kompaktowy sedan stylistycznie nawiązujący do obecnie produkowanej - dziesiątej generacji modelu Civic. Technicznie auto powiązane jest także z najnowszym wcieleniem modelu Honda Accord.
Produkcja nowego Insighta ruszyła pod koniec stycznia w amerykańskiej fabryce Hondy w Greensburgu. Początkowa faza przedprodukcyjna trwać będzie do połowy roku, kiedy to ruszy regularna produkcja samochodu najpierw na rynek amerykański i kanadyjski, a potem także innych rynków świata.

### Silnik
W skład napędu hybrydowego pojazdu wchodzi silnik benzynowy o pojemności 1.5 l pracujący w cyklu Atkinsona, który wspomagany jest jednostką elektryczną. Łączna moc układu napędowego wynosi 151 KM. Do dyspozycji kierowcy do wyboru są trzy tryby jazdy: Normal, Econ i Sport. 

### Wersje wyposażenia
- EX
- LX

W zależności od wybranej wersji wyposażeniowej pojazdy wyposażony może być m.in. w system zapobiegania najechania na tył poprzedzającego pojazdu, system ostrzegania o niezamierzonej zmianie pasa ruchu, asystenta martwego pola, a także adaptacyjny tempomat.